# Janusz Olejniczak
Janusz Olejnizak (Breslavia, Polonia, 2 de octubre de 1952-20 de octubre de 2024) fue un pianista, profesor y actor polaco.

## Vida
Janusz Olejniczak nació en 1952. Sus maestros de piano fueron Ryszard Bakst y Zbigniew Drzewiecki. En 1970 fue laureado en el VIII Concurso Internacional de Piano Frédéric Chopin con la sexta posición en Varsovia, y dos años más tarde en el Concurso de Piano Alfredo Casella en Nápoles. Durante los años 1971 y 1973 realizó sus estudios en París con Konstanty Schmaeling y Witold Malcuzynski.
Fue miembro de una orquesta de cámara, y su repertorio cubría a compositores como Beethoven, Schumann, Schubert, Chopin, Ravel y Prokófiev. Realizó numerosas grabaciones en la radio, televisión y discográficas, para los sellos Polskie Nagrania, Selene, Wifon, Opus 111 y CD Accord. Entre algunos de sus premios figuran: el Disco de Oro, el Premio de la Industria Discográfica Polaca y el Disco del Año de la Revista Studio por los conciertos de Chopin con la Orquesta Sinfónica de Varsovia, dirigida por Grzegorz Nowak.
Actuó como Frédéric Chopin en la película La nota azul, de Andrzej Zulawski y, pese a que Adrien Brody hizo el papel de Władysław Szpilman en El Pianista de Roman Polański, fueron las manos Olejniczak las que tocaron en las escenas de piano.